# Saskatchewan Census Division No. 6
Die Census Division No. 6 in der kanadischen Provinz Saskatchewan hat eine Fläche von 17.363,04 km², es leben dort 276.564 Einwohner. 2011 betrug die Einwohnerzahl 237.746. Größter Ort in der Division ist Regina.

## Gemeinden
City
- Regina

Towns
- Balcarres
- Balgonie
- Cupar
- Fort Qu'Appelle
- Francis
- Indian Head
- Lumsden
- Pilot Butte
- Qu'Appelle
- Regina Beach
- Rouleau
- Sintaluta
- Southey
- Strasbourg
- White City

Villages
| - Abernethy - Belle Plaine - Bethune - Briercrest - Buena Vista - Bulyea - Chamberlain - Craven - Dilke - Disley - Drinkwater - Dysart - Earl Gray - Edenwold - Findlater | - Grand Coulee - Holdfast - Kendal - Lebret - Lipton - Markinch - McLean - Montmartre - Odessa - Pense - Sedley - Silton - Vibank - Wilcox |

Resort Villages
- Alice Beach
- B-Say-Tah
- Fort San
- Glen Harbour
- Grandview Beach
- Island View
- Kannata Village
- Katepwa Beach
- Lumsden Beach
- North Grove
- Pelican Pointe
- Saskatchewan Beach
- Sunset Cove
- Wee Too Beach

Hamlets
- Candiac
- Crawford Estates
- Edgeley
- Pasqua Lake
- Taylor Beach

## Rural Municipalities
- RM Montmartre No. 126
- RM Francis No. 127
- RM Lajord No. 128
- RM Bratt's Lake No. 129
- RM Redburn No. 130
- RM Indian Head No. 156
- RM South Qu'Appelle
- RM Edenwold No. 158
- RM Sherwood No. 159
- RM Pense No. 160
- RM Abernethy No. 186
- RM North Qu'Appelle No. 187
- RM Lumsden No. 189
- RM Dufferin No. 190
- RM Tullymet No. 216
- RM Lipton No. 127
- RM Cupar No. 128
- RM Longlaketon No. 219
- RM McKillop No. 220
- RM Sarnia No. 221

## Indianerreservate
Treaty Four Reserve Grounds 77
Carry the Kettle Nakoda First Nation
- Assiniboine 76

Little Black Bear First Nation
- Little Black Bear 84

Muscowpetung First Nation
- Muscowpetung 80

Okanese First Nation
- Okanese 82

Pasqua First Nation
- Pasqua 79

Peepeekisis Cree Nation
- Peepeekisis 81

Piapot Cree Nation
- Piapot 75

Standing Buffalo Dakota Nation
- Standing Buffalo 78

Star Blanket Cree Nation
- Star Blanket 83
- Star Blanket 83C
- Wa-Pii Moos-Toosis 83A